# 野双峰驼
野双峰驼（学名：Camelus ferus）又名野骆驼，是一个濒临灭绝的骆驼科骆驼属物种，生存于中国西北部和蒙古南部。 与一般双峰驼（Camelus bactrianus）关系密切，两者都是大型、具有双峰的偶蹄类动物，都原生于中亚地区的草原。直到最近，野双峰驼一直被当作是驯养双峰驼的野化后代。然而，遗传研究显示两者的共同祖先大约在110万年前就已经分开演化。
本种目前仅存约1000头，大多数生活在中国的罗布泊野骆驼国家级自然保护区，在蒙古戈壁沙漠则存在一个较小的种群。

## 特征
野双峰驼具有长狭缝状的鼻孔、浓密的双行长睫毛、耳朵也有毛覆盖以防范沙漠中的沙尘暴。它们具有坚硬的脚板、双趾大幅度叉开、厚厚的角质层使他们能够在炎热的沙砾地带行走，其厚厚且蓬松的毛发会在冬天时转为淡褐色或米色。
和它的近亲家养双峰驼一样，野双峰驼是为数不多能在冬天吃雪以补充水分的哺乳动物。传说骆驼能把水储存在他们的胃里，这是一个误解，它们不能在长时间没有水的情况下生存，但确实有节约用水的能力。

### 与双峰驼的分别
野双峰驼（Camelus ferus）与双峰驼（Camelus bactrianus）相似，但最大的区别在于基因，两种骆驼源自两组不同的祖先。
这两个物种在大小和形状上有几处不同。野双峰驼比双峰驼略小一些，被描述为“柔软，腿细，脚很细，身体看起来很扁平。”野生双峰驼的驼峰比双峰驼的驼峰更小、更低、更圆锥形。这些驼峰通常只有驯化双峰驼的一半大。野生双峰驼的头盖骨比较扁平（哈瓦他盖，蒙古语对野生双峰驼的称呼，意思是“平头”），脚的形状也不同。
野双峰驼的毛通常是沙色的，比家养双峰驼的毛短而稀疏。
野生双峰驼也能饮用比海水更咸的水而生存，这是世界上其他哺乳动物，包括双峰驼所不能忍受的。:

### 习性
野生双峰驼通常以30只为一组，不过根据可获得的食物数量，6到20只更为常见。它们完全是迁移性动物，分布广泛，种群密度低至每100平方公里5只。它们由一只成年雄性带领着迁移，聚集在水源附近，在那里也可以看到更大的群体。它们的寿命约为40年，在冬季繁殖，与雨季重合。雌性从5岁开始生育后代，然后以2年为一个周期。通常情况下，我们看到独行的野生双峰驼都是刚刚达到性成熟的年轻个体。

## 分布和栖息地
它们的栖息地在干旱的平原和丘陵地区，那里水源及植被稀少，灌木是它们的主要食物来源。这些栖息地有极端的温差：夏季温度可达40 - 50°C（104 - 122°F），冬季则低至−30°C（−22°F）。
野生双峰驼经常长途跋涉，在靠近山泉的地方寻找水源；在冬季，覆盖着积雪的山坡也能提供一些水分。一个骆驼群的规模可能多达100头，但通常是2-15头；据报道，这是由于干旱环境和大量偷猎造成的。在蒙古和中国，野生双峰驼被限制在三个区域；在2004年，中国西北戈壁沙漠约有600只，蒙古沙漠约有350只，整体数量呈下降趋势。
在古代，野生双峰驼分布范围包括了河套地区，向西延伸至蒙古南部沙漠，再向西北和哈萨克斯坦中部延伸。在19世纪，由于人们猎取它的肉和皮，它仅出现在蒙古和中国的戈壁和塔克拉玛干沙漠的偏远地区。在20世纪20年代，只有蒙古和中国有残存的种群记录。
1964年，中国开始在罗布泊进行核武器试验。罗布泊是许多野生双峰驼的家园。这些骆驼没有受到辐射的明显不良影响，仍然继续自然繁殖。相反，它们的栖息地变成了一个军事禁区，人类活动被限制在最低限度。1996年中国签署《全面禁止核试验条约》后，骆驼被重新列入世界自然保护联盟濒危物种红色名录。从那时起，人类又进入该地区导致骆驼数量急剧下降。
随着中国生态环境法律的不断完善和有效实施，野生双峰驼的栖息地获得保护和扩大。特别地，在2022年4月16日神十三返回舱着陆后的中国中央电视台直播视频中，可以清楚地在航天员返回舱的周围有两只野生骆驼，这充分地说明了中国野生双峰驼的生存现状不断好转。

## 保护状态
野生双峰驼自2002年起被列为极度濒危物种。据英国野生骆驼保护基金会（WCPF）估计，世界上现存的野生骆驼只有1400头左右。伦敦动物学会承认它是世界上第八大濒危大型哺乳动物，被列在极度濒危的名单上。野生双峰驼在2007年被“进化独特和全球濒危”（EDGE）项目列为十大“重点物种”之一，该项目优先保护独特和受威胁的物种。
John Hare和WCPF在1993年开始的五次野外考察中所做的观察表明，在未来30年里，幸存的种群可能面临80%的下降。根据国际自然与自然资源保护联盟(IUCN)，其地位在20世纪60年代至关重要，并在2000年至2004年逐渐下降到极度濒危（标准:A3de + 4ade）（IUCN 2004）。

### 威胁
野生双峰驼面临许多威胁。最主要的威胁是狩猎：据报道，戈壁保护区每年有25至30头骆驼被偷猎供家庭使用，罗布泊保护区大约有20头。猎人在骆驼饮用的咸水泉埋下地雷，以此猎杀骆驼。其他威胁包括水短缺、如绿洲稀少、狼的攻击、与家养双峰驼的杂交导致其特有基因流失、或不育的杂交个体可能赶走其它雄性骆驼独占雌性群体，降低了繁衍机会；此外，非法采矿释放有毒废水；栖息地被划为工业区、或者变成放牧地、被迫与家畜共享有限的资源。由于人类的人口增长，为了寻找资源而迁移的野生骆驼可能会与引进的家畜争夺食物和水源，有时还会被农民射杀。
目前唯一经常以野生双峰驼为攻击目标的天敌是灰狼。当驼群在绿洲间迁移时，灰狼会乘机追逐体质较弱、饱经风霜的骆驼。由于该物种生存范围内的干旱情况日益严重，据报道，在绿洲被狼猎食的案例有所增加。历史上，里海虎也以野生双峰驼为食，但这种亚种几乎肯定已经灭绝。

### 保护

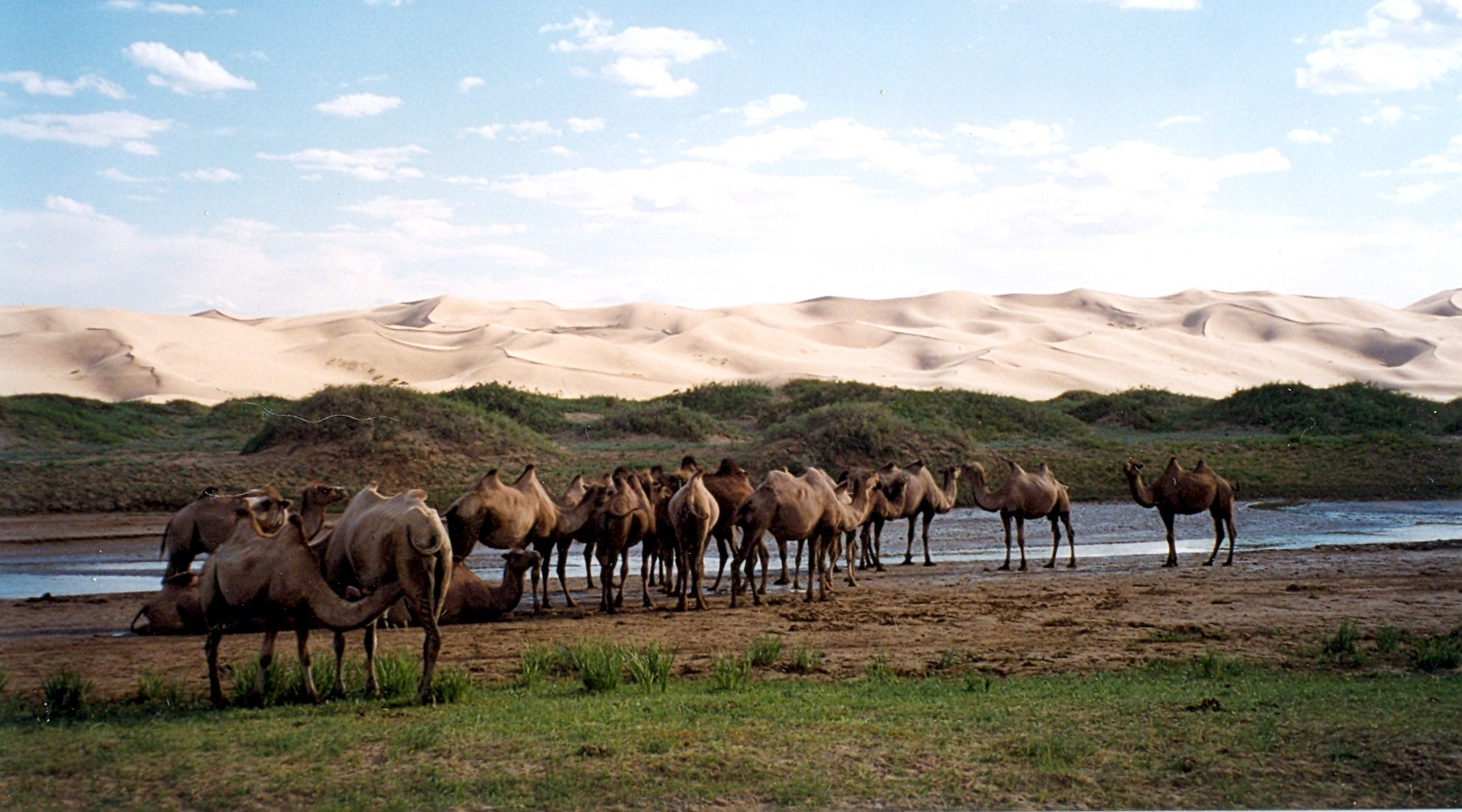
蒙古戈壁沙漠的野骆驼群

中国和蒙古政府已采取若干行动保护这种哺乳动物，例如以生态系统为基础的管理方案；目前有两个进行中的项目：1982年在蒙古成立“大戈壁复育计划”（由联合国环境规划署和全球环境基金在1979年资助165万美元）；和2000年在中国西藏山区与库姆塔格沙漠边缘建立的“罗布泊野骆驼国家级自然保护区”（由联合国环境规划署和全球环境基金资助了75万美元）。
野生骆驼保护基金会（Wild Camel Protection Foundation）是进行这类复育的唯一慈善机构，其主要目标是保护野双峰骆驼在自然沙漠环境中的生存，确保它们不被列入世界自然保护联盟（IUCN）红色名录中的灭绝物种名单上。各种组织采取更多行动来支持IUCN和WCPF，包括在中国和蒙古建立更多的自然保护区，让圈养中的群体繁殖，目前有15头被圈养的个体，如此可以让母驼每两年生育两只幼驼（这情况在野外的不太可能发生)，以防止其灭绝。WCPF于2003年在蒙古的Zakhyn-Us保护区开始圈养繁殖计划，成功让那里的最后一批非杂交双峰驼产下几头小驼。
野生双峰驼也被考虑在西伯利亚北部的更新世公园引入，作为已灭绝的更新世骆驼物种的代表。如果这被证明是可行的，这将大大增加它们的地理范围，增加它们生存的安全边际。